# HD 13854
HD 13854，又名BD+56 471，SAO 23115、HR 654，是一颗恒星，视星等为6.48，位于銀經134.38，銀緯-3.91，其B1900.0坐标为赤經2h 9m 52s，赤緯+56° -3.91′ 25″。